# Initiative populaire « pour la réduction de la durée du travail »
L'initiative populaire  « pour la réduction de la durée de travail » est une initiative populaire fédérale suisse, rejetée par le peuple et les cantons le 4 décembre 1988.

## Contenu
L'initiative propose de modifier l'article 34ter de la Constitution fédérale pour prévoir une réduction par étapes de la durée du travail dans le but de créer des conditions de plein emploi et de faire profiter les travailleurs des avancées techniques. Dans les dispositions transitoires, le nombre d'heures maximal est fixé à 40 heures par semaine.
Le texte complet de l'initiative peut être consulté sur le site de la Chancellerie fédérale.

## Déroulement

### Contexte historique

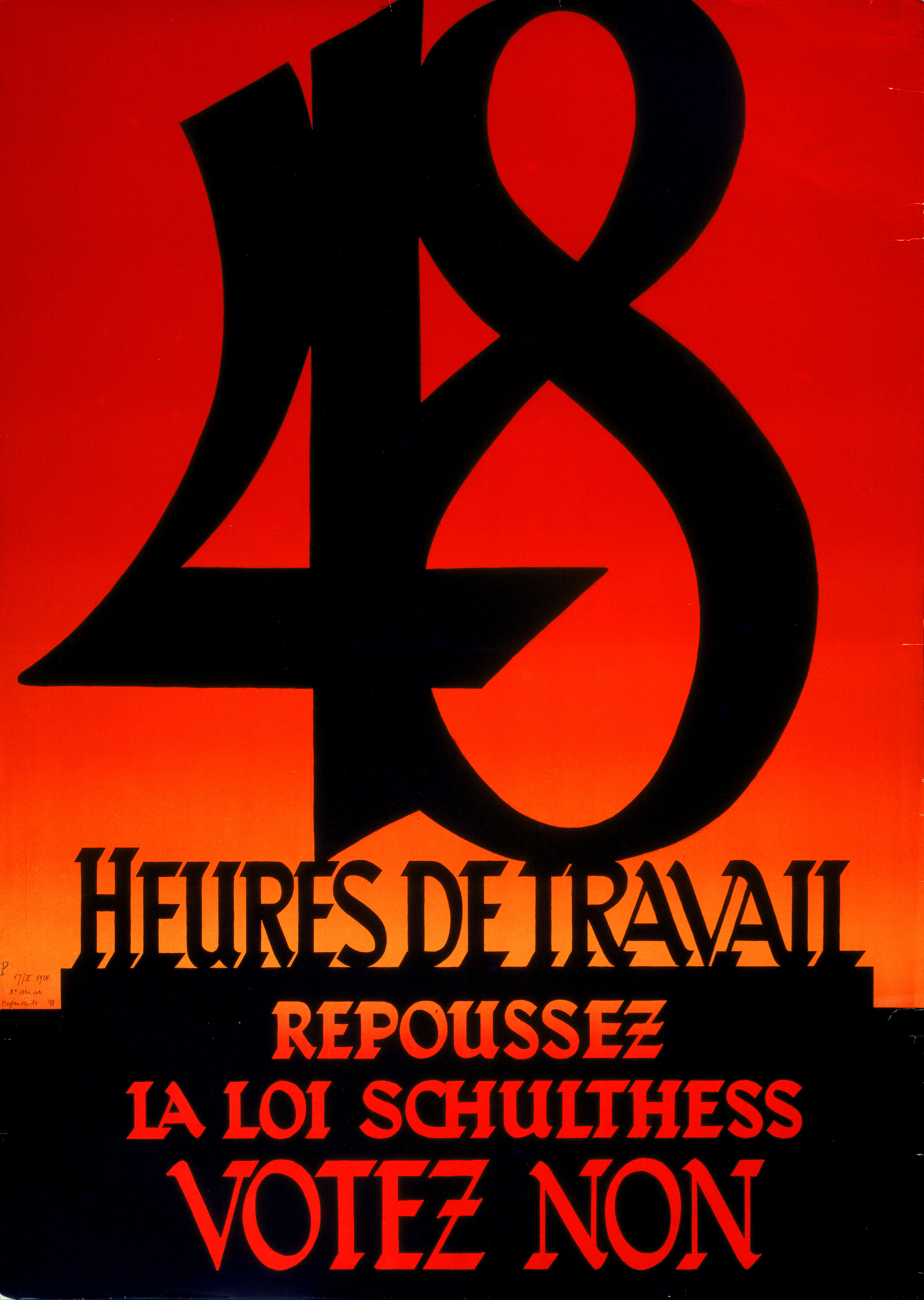
Affiche contre l'augmentation de la durée du travail de 48 à 54 heures. La votation fédérale sur la révision de la loi sur les fabriques (« loi Schulthess ») a rejetée cette augmentation en 1924.

La première loi européenne visant à limiter le temps de travail est adoptée en 1848 dans le canton de Glaris ; elle limite à 15 heures par jour (incluant la pause de midi) le travail des adultes dans les filatures de coton. Lors de l'instauration de l'État fédéral de 1848, le domaine de la protection des travailleurs reste une prérogative cantonale ; si certains cantons, tels ceux de Bâle-Ville ou du Tessin réduisent progressivement la durée quotidienne de travail à 12 heures, d'autres ne légifèrent pas sur cette question, créant ainsi un déséquilibre concurrentiel que ne parviennent pas à régler différentes tentatives de concordat intercantonal.
La Confédération, saisie de cette affaire, édicte alors la loi du sur le travail dans les fabriques qui limite la durée normale du travail pour tous les ouvriers de fabrique à 11 heures par jour ; Cette loi est approuvée par le peuple le 21 octobre 1877, puis révisée en 1914 pour fixer la limite au travail hebdomadaire à 59 heures.
À la suite de la grève de 1918, le Conseil fédéral introduit la semaine de 48 heures le 27 juin 1919 (« Loi fédérale concernant la durée du travail dans les fabriques »  (27 juin 1919) de la Feuille fédérale référence FF 1919 III, page 889)
Alors que la semaine de 48 heures s'impose un peu partout en Europe, une nouvelle modification de cette loi (dite « Loi Schulthess ») qui propose d'augmenter la durée maximale du travail à 54 heures par semaine et 10 heures par jour, est refusée en votation le 17 février 1924.
Après la Seconde Guerre mondiale, l'Alliance des Indépendants dépose une initiative pour réduire le temps de travail hebdomadaire à 44 heures ; Cette initiative est rejetée en votation populaire le 20 octobre 1958. Une année après le rejet de cette initiative, l'union syndicale suisse en lance une autre sur le même thème mais la retire à la suite d'une nouvelle modification de la loi sur le travail qui fixe, en 1964 la limite hebdomadaire à 46 heures.
Entre 1964 et 1975, plusieurs motions fédérales vont réduire le temps de travail dans différentes professions. C'est par exemple le cas pour les conducteurs professionnels de véhicules automobiles en 1966, les entreprises de transport publics en 1971 et les entreprises industrielles en 1975 ; dans ce dernier cas, la durée hebdomadaire maximale est descendue à 45 heures. Dans le même temps, les Organisations progressistes de Suisse déposent une initiative visant à généraliser les 40 heures ; cette nouvelle initiative, tout comme les précédentes, est refusée en votation populaire le 5 décembre 1976.

### Récolte des signatures et dépôt de l'initiative
La récolte des 100 000 signatures a débuté le 27 septembre 1983. L'initiative a été déposée le 23 août 1984 à la chancellerie fédérale qui l'a déclarée valide le 26 septembre.

### Discussions et recommandations des autorités
Le parlement et le Conseil fédéral recommandent le rejet de cette initiative. Dans son rapport aux chambres fédérales, le gouvernement met en avant la perte substantielle que cette initiative ferait subir aux négociations des conventions collectives entre les différents partenaire. Il relève également que, dans le cas d'une acceptation de l'initiative, l'économie nationale verrait sa capacité d'adaptation en cas de besoin réduite. Enfin, selon lui, la réduction de la durée de travail impliquerait une augmentation des effectifs pour plusieurs secteurs (en particulier du service public) que les conditions budgétaires ne peuvent supporter.

### Votation
Soumise à la votation le 4 décembre 1988, l'initiative est refusée par 18 6/2 cantons et par 65,7 % des suffrages exprimés. Le tableau ci-dessous détaille les résultats par cantons :

## Effets
Cette initiative est la dernière du XXe siècle demandant explicitement une diminution de la durée du travail. Dans les dernières années du siècle, une nouvelle révision de la loi sur le travail change la valeur de référence pour une durée annuelle et non plus hebdomadaire afin d'offrir plus de flexibilité sur le temps de travail.
Au tout début du XXIe siècle, une nouvelle initiative est lancée par l'Union syndicale suisse pour réduire à nouveau le temps de travail à 36 heures hebdomadaires ; tout comme les précédentes, cette initiative est rejetée en votation populaire le 3 mars 2002